# البهائية في نيوزيلندا
في حين أن أول ذكر للأحداث المتعلقة بتاريخ الدين البهائي في نيوزيلندا كان في عام 1846 إلا أن الاتصال المستمر بدأ حوالي عام 1904 عندما اتصل فرد تلو الآخر بالبهائيين ونشر بعضهم مقالات في وسائل الإعلام المطبوعة في نيوزيلندا في وقت مبكر من عام 1908. كانت أول بهائية في أستراليا هي دوروثيا سبيني التي وصلت للتو من نيويورك إلى أوكلاند في عام 1912. وبعد ذلك بفترة وجيزة، اعتنق اثنان الدين حوالي عام 1913 – روبرت فيلكين [الإنجليزية] الذي التقى عبد البهاء في لندن عام 1911 وانتقل إلى نيوزيلندا عام 1912 ويعتبر بهائيًا بحلول عام 1914 ومارجريت ستيفنسون [الإنجليزية] التي سمعت لأول مرة عن الدين في عام 1911 وبشهادتها الخاصة كانت بهائية في عام 1913. بعد أن كتب عبد البهاء ألواح الخطة الإلهية التي تذكر نيوزيلندا نما المجتمع بسرعة حتى جرت محاولة إنشاء أول جمعية روحية محلية للبهائيين في البلاد في عام 1923 أو 1924 ثم نجحت في عام 1926. انتخب البهائيون في نيوزيلندا أول جمعية روحية وطنية مستقلة لهم في عام 1957. بحلول عام 1963، كان هناك أربع جمعيات، و18 منطقة بها مجموعات أصغر من البهائيين. تشير تقارير تعداد عام 2018 إلى وجود حوالي 2925 بهائيًا في حوالي 45 جمعية محلية، على الرغم من أن جمعية أرشيف بيانات الدين [الإنجليزية] قدرت عدد البهائيين بحوالي 7518 في عام 2010.

## البدايات
كان أول ذكر للأحداث المتعلقة بتاريخ الدين في تقرير في صحيفة ويلينغتون في يوليو 1846. كانت هذه إعادة طبع لمقال نُشر عام 1845 في صحيفة لندن تايمز والذي اعتمد على ردود أفعال المسلمين تجاه الدين الجديد.
في عام 1853 وقع حدث تسبب في معاناة كبيرة للبابيين (الذين يعتبرهم البهائيون بمثابة مقدمة مباشرة للعلاقة بين يوحنا المعمدان يسوع ). تم إلقاء اللوم على البابيين في محاولة اغتيال شاه بلاد فارس. وقد حددت الدراسات الحديثة عنصرًا هامشيًا متميزًا عن جميع الجوانب الرئيسية للدين ومجتمعه وقيادته في ذلك الوقت. ومع ذلك، فإن التغطية الصحفية في ذلك الوقت كانت غالبًا ما تعكس وجهة نظر الحكومة الفارسية التي ألقت اللوم على البابيين، وتم في الواقع إعدام أعداد كبيرة من البابيين نتيجة لذلك.
وفي أعقاب هذه الإشارة الأولية إلى الحوادث المتعلقة بالدين، كانت هناك عدة اتصالات بين النيوزيلنديين والبهائيين في بداية القرن العشرين. ربما التقت النيوزيلندية ويلهيلمينا شريف باين [الإنجليزية] بسارة جين فارمر، وهي بهائية بارزة في الولايات المتحدة، (انظر جرين إيكر ) في عام 1904. بغض النظر عن جهة اتصالها، فقد ألفت باين مقالة تفصيلية كبيرة في طبعة 30 ديسمبر 1908 الصادرة عن صحيفة أوتاجو ويتنس حول هذا الدين. وتبعتها مقالات أخرى في عام 1909، 1911، و1913. ومن المعروف أيضًا أنه تم تبادل رسائل في عام 1910 بين ميلدريد بيردون من جيرالدين وعبد البهاء. التقى روبرت فيلكين [الإنجليزية] بعبد البهاء في لندن عام 1911 وفي عام 1912 انتقل إلى نيوزيلندا حيث ساعد في تأسيس وير را [الإنجليزية]. كتب فيلكين مقالاً لإحدى مطبوعات نيوزيلندا والذي تم نشره في نفس الوقت تقريبًا.
وفي هذه الأثناء، أرسلت شقيقة مارغريت ستيفنسون المقيمة في أوكلاند والتي تعيش في المملكة المتحدة لها نسخة من مجلة «الكومنولث المسيحي» التي تناولت خطاب عبد البهاء في لندن في 27 مارس/آذار 1911. في عام 1912، استأجر ستيفنسون غرفة للبهائية الإنجليزية دوروثيا سبيني – وهي ممثلة متجولة للمسرحيات اليونانية – والتي وصلت للتو من نيويورك عبر أوكلاند. من المحتمل أن إقامة سبيني كانت قصيرة حيث من المعروف أنها كانت في نيويورك في نوفمبر 1912 ومرة أخرى في يناير 1913. بعد التعلم من مصدر بهائي، قرر ستيفنسون الاشتراك في مجلة نجم الغرب، وهي إحدى المنشورات الإنجليزية الرئيسية المبكرة للدين، وقبل الدين رسميًا في عام 1913. على الرغم من أن فيلكين معروف أكثر بانخراطه في اهتمامات أخرى، إلا أن أحد البهائيين الأوائل، موريس تشامبرز، يعتبر فيلكين هو البهائي الذي تعلم من خلاله الدين وتحول إليه في عام 1914.
ومن كان أول من اعتنق البهائية، فقد كان هناك على الأقل بهائي واحد في نيوزيلندا في عام 1912 وأكثر بعد ذلك بفترة وجيزة.

### نمو المجتمع
كتب عبد البهاء سلسلة من الرسائل، أو الألواح، إلى أتباع الدين في الولايات المتحدة في عامي 1916 و1917؛ وقد تم تجميع هذه الرسائل معًا في كتاب بعنوان ألواح الخطة الإلهية. كانت اللوحة السابعة هي الأولى التي تذكر انتشار الدين البهائي في نيوزيلندا، وقد كتبت في 11 أبريل 1916، ولكن تأخر تقديمها في الولايات المتحدة حتى عام 1919 بسبب الاضطرابات الناجمة عن الحرب العالمية الأولى والإنفلونزا الإسبانية التي أثرت بشدة على نيوزيلندا وخارجها. وقد ترجمت هذه الألواح وقدمها ميرزا أحمد سهراب في 4 أبريل 1919، ونشرت في مجلة نجم الغرب في 12 ديسمبر 1919. ومن المعروف أن تشامبرز تبادل الرسائل مع عبد البهاء في عام 1919. في عام 1922، استقبلت ستيفنسون زيارة من مؤسسي المجتمع الأسترالي جون وكلارا هايد–دان ومرة أخرى في عام 1923، وسرعان ما نما المجتمع النيوزيلندي، بما في ذلك شقيقتي ستيفنسون إيمي وليلياس. حاولت الجماعة تشكيل جمعية دون اتباع الإجراءات الصحيحة في عام 1923 أو عام 1924. في عام 1924، شاركت مارثا روت خبرًا يفيد بأن شوقي أفندي، رئيس الدين آنذاك، لديه مكان لاستقبال البهائيين النيوزيلنديين الذين يقومون بالحج. كان عام 1924 أيضًا هو عام أول رائد من نيوزيلندا عندما انتقلت نورا لي إلى فيجي من عام 1924 إلى حوالي عام 1930. في عام 1925، غادر ستيفنسون مع اثنين آخرين من المتحولين من نيوزيلندا بالإضافة إلى مجموعة من أستراليا في رحلة حج لمدة عام، حيث مكثوا حوالي 19 يومًا ثم زاروا مجتمع الديانة البهائية في المملكة المتحدة. بدأت مجلة الأخبار هيرالد أوف ذا ساوث في النشر لنيوزيلندا وأستراليا أثناء رحلتهما من أوكلاند (تم نقل النشر إلى أديلايد أستراليا في عام 1931).
بعد استلام تجميع حول تشكيل الجمعيات، عادوا بعد ذلك إلى نيوزيلندا في ديسمبر 1925. كما عادوا ببعض الغبار من قبر بهاء الله الذي وُضع في تربة نيوزيلندا في منزل ستيفنسون في حفل أقيم في 14 فبراير 1926. وفي وقت لاحق من عام 1926، تمكن البهائيون في أوكلاند من انتخاب أول جمعية روحية محلية بهائية بشكل صحيح. في عام 1928، كان هناك سبع جمعيات بين نيوزيلندا وأستراليا – وبحلول عام 1939 انخفض عدد الجمعيات إلى 4 ولكن المواقع التي تضم البهائيين زادت إلى 17 وبحلول عام 1940 وصل عدد الجمعيات إلى 19 بينما كان لا يزال هناك 17 موقعًا آخر بها مجموعات أصغر من البهائيين. في عام 1931 زار كيث رانسوم كيلر أيضًا. في عام 1934 انتخب البهائيون من أستراليا ونيوزيلندا جمعية وطنية إقليمية – كان هناك ثلاثة مندوبين من أوكلاند وثلاثة من سيدني وثلاثة من أديلايد. من عام 1934 إلى عام 1939 خدم ستيفنسون في الجمعية الروحية الوطنية الإقليمية لأستراليا ونيوزيلندا ثم توفي بعد ذلك بوقت قصير في عام 1941. في عام 1940 عقد المجتمع مدرسته الموسمية الأولى. في عام 1947 غادر ألفين وجيرترود بلوم الولايات المتحدة إلى نيوزيلندا حيث عاشا حتى عام 1953 عندما أصبحا رائدين وأصبحا فرسان بهاء الله في جزر سليمان. في عام 1948 كان أول شخص من أصل الماوري يقبل الدين البهائي هو ألبرت وايت، الذي كان ربع ماوري. في عام 1949 وصل أول رائد بهائي فارسي، منوشهر علائي، كطالب في كلية ماسي. في عام 1953، زار أول يد قائمة للقضية، وهو أعلى منصب معين في الدين مفتوح للجميع، علي أكبر فوروتان، نيوزيلندا. في عام 1957، عقد المجتمع النيوزيلندي أول مؤتمر مستقل له لانتخاب جمعيته الروحية الوطنية الخاصة به مع ثلاثة مندوبين من أوكلاند واثنين من كل من ديفونبورت ونيو بلايموث وويلينغتون. انتخب هذا المؤتمر أول جمعية روحية وطنية لنيوزيلندا. في عام 1958، زار يد قضية الله، إينوك أولينغا، نغارواواهيا ماراي وتحدث مع الشيوخ وبعد أربع سنوات، عندما زار يد قضية الله، الدكتور مهاجر، اعتنق إفرايم تي با، وهو من قبيلة كاوماتوا (شيخ الماوري) من أهيبارا، الدين. في عام 1963، ومع انتخاب بيت العدل الأعظم، قامت أيدي القضية بتحديث ونشر نوع من التعداد السكاني للدين. في ذلك الوقت كان هناك أربع جمعيات – أوكلاند، ديفونبورت، هاميلتون، ويلينغتون – و18 منطقة بها مجموعات أصغر من البهائيين – انظر الخرائط. تتضمن قصة إحدى المتحولات في عام 1964 قلقها على أطفالها من عرقين مختلفين ويأسها من التعصب في الزواج بين الأعراق بين الأقليات ذاتها التي كان أطفالها أعضاء فيها (كانت سلتية وتزوجت من ماوري) عندما وجدت هذا النوع من الزواج مقبولًا للغاية بين البهائيين. كان أعضاء الجمعية الوطنية، الذين شاركوا في المؤتمر لأول انتخابات لبيت العدل العالمي، هم: هيو بلونديل، وجون كار، ومارجريت هارنيش، وليندا هايت، وبيرسي ليدلي، وفيليس ميلن، وجين سيمونز، ودوغلاس ويكس، وتيري ستيرلنغ. في عام 1979، قدمت الجماعة البهائية النيوزيلندية المساعدة للاجئين من اضطهاد البهائيين في إيران الذين سُمح لهم بالاستقرار في نيوزيلندا. بين عامي 1987 و1989، استقر 142 بهائيًا إيرانيًا آخرين في نيوزيلندا.

## المجتمع الحديث
منذ نشأتها، كان للدين دور في التنمية الاجتماعية والاقتصادية بدءًا من منح المزيد من الحرية للنساء، وترويج تعليم الإناث باعتباره أولوية، وقد تم التعبير عن هذه المشاركة عمليًا من خلال إنشاء المدارس والتعاونيات الزراعية والعيادات. ودخل الدين مرحلة جديدة من النشاط عندما صدرت رسالة بيت العدل الأعظم بتاريخ 20 أكتوبر 1983. وحث البهائيين على البحث عن طرق متوافقة مع التعاليم البهائية، والتي يمكنهم من خلالها المشاركة في التنمية الاجتماعية والاقتصادية للمجتمعات التي يعيشون فيها. في عام 1979، كان هناك 129 مشروعًا بهائيًا للتنمية الاجتماعية والاقتصادية معترفًا بها رسميًا في جميع أنحاء العالم. وبحلول عام 1987، ارتفع عدد مشاريع التنمية المعترف بها رسميا إلى 1482 مشروعا. في المجتمع البهائي الحديث في نيوزيلندا، تضاعفت اهتمامات البهائيين داخليًا وخارجيًا. بالإضافة إلى الموضوعات الرئيسية، كان هناك أيضًا عمل فردي تم إنجازه في مجموعة متنوعة من الموضوعات – على سبيل المثال متلازمة ضغوط ما بعد الصدمة. بالإضافة إلى ذلك، واصل المجتمع الدعوة إلى حكومة نيوزيلندا للتحدث نيابة عن البهائيين المضطهدين في إيران.

### العلاقات بين الأجناس
في عام 1997 توجه المجتمع البهائي إلى مُوفق العلاقات العرقية بمشروع لتكريم ذكرى هيدي مويني، وهو بهائي من أصل إيراني عمل على تعزيز العلاقات العرقية الإيجابية. جرت المناقشات على مدى عدة أشهر، وفي 10 ديسمبر/كانون الأول 1998 ( يوم حقوق الإنسان )، أعلن مكتب العلاقات العرقية رسميًا أن يوم الوحدة العرقية سيتم الاحتفال به في نيوزيلندا في 21 مارس/آذار من كل عام. كانت الجوائز الأولى في عام 2001. هناك مراجعات للخطابات في عام2007، 2008، و2009. تم التأكيد على التغطية الوطنية للأحداث مع الشرطة في عام 2008. بالإضافة إلى الأحداث على المستوى الوطني، أقامت العديد من المناطق مسابقات محلية – وكان أحد الأمثلة على ذلك الاحتفال في وانجاري ولوير هات في عام 2009. في عام 2012، قدمت ريما شينوي، البالغة من العمر 13 عامًا آنذاك، مقطع فيديو فاز بالمركز الأول في جوائز خطاب الوحدة العرقية للشرطة النيوزيلندية والبهائيين.

### التطوير
مع نمو المجتمع البهائي من حيث الحجم والتعقيد، فقد واجه أيضًا بعض الجدل ونجا. في ثمانينيات القرن العشرين، كان هناك جدل حول وضع المرأة وعدم أهليتها للانتخاب في بيت العدل الأعظم. في عام 1989 كان هناك جدل حول دفن البهائي الماوري باكاكا توهاي. على الرغم من أن الجمعية الوطنية كانت قد استشارت زوجة تواي بشأن الدفن، إلا أن عائلة باكاكا القبلية، نجاتي بورو، واجهت البهائيين أثناء التانجيهانجا، مطالبة بإعادة جثته إلى رواتوريا. وفي النهاية فشلوا. ثم تحدث عضو بيت العدل الأعظم بيتر خان في مؤتمر في نيوزيلندا عام 2000، مشيرًا إلى أن بيت العدل الأعظم قد تلقى رسائل «مكتوبة بلغة بغيضة» من نيوزيلندا – وشجع على التعليم المنهجي للأطفال، وتطبيق الحياة الأخلاقية، والدراسة الجادة لعهد بهاء الله، ودراسة كتابات شوقي أفندي.
وبعيدًا عن الخلافات، عمل البهائيون في نيوزيلندا على توسيع اهتماماتهم من خلال المبادرات الفردية والعمل الجماعي. في عام 1991 تم انتخاب جمعية في منطقة ساحل كابيتي ‏. في عام 2000 استقر اثنان من رواد البهائية من نيوزيلندا في جزر بيتكيرن، إحدى الدول القليلة على وجه الأرض التي لم يكن بها وجود بهائي. في عام 2006، ساعد البهائيون في تكريس المركز الروحي المؤقت في مستشفى ميدلمور ‏. في عام 2007، مُنح أتباع البهائية في دنيدن حق الوصول إلى مركز مجتمعي. وقد دعا بيت العدل الأعظم إلى عقد مؤتمر إقليمي للبهائيين من نيوزيلندا وجزر كوك وفيجي وهاواي وكيريباتي وكاليدونيا الجديدة وجزر لويالتي وساموا وتونغا وتوفالو وفانواتو في مدينة مانوكاو ‏ في أوكلاند، على الأراضي المقدسة لمارايهم، في عام 2008، وقد حدث ذلك في فبراير 2009. يتم بث برنامج البهائي على الهواء أسبوعيًا على قناة تراينغل تي في في أوكلاند والتي تغطي أيضًا جزر كوك وساموا الأمريكية وأديلايد في أستراليا. كما تم إنتاج فيلم وثائقي مستقل من قبل مواطن نيوزيلندي غير بهائي يستكشف هذا الدين في عام 2007. في عام 2011 شارك البهائيون في النصب التذكاري المجتمعي لأولئك الذين لقوا حتفهم في زلزال كرايستشيرش عام 2011. وقد تم ذكره في مراجعة الروحانية في الأعمال في عام 2012. دعت الجماعة في تورانجا البهائيين للانضمام إلى مجلسهم المشترك بين الأديان.

### التركيبة السكانية
أشار تقرير صادر عن مكتب الإحصاء عام 1999 إلى أن 4% من مواطني نيوزيلندا من أصل شرق أوسطي هم من البهائيين و20% من البهائيين في نيوزيلندا هم أعضاء في بعض الأقليات العرقية. تشير تقارير تعداد نيوزيلندا لعامي 1991 و2006 إلى وجود حوالي 2800 بهائي على الرغم من أن تعداد عام 1996 أدرج ما يزيد قليلاً عن 3100 بهائي. تقدر جمعية أرشيف بيانات الأديان (التي تعتمد في الغالب على الموسوعة المسيحية العالمية ) عدد البهائيين بنحو 7400 في عام 2005. هناك أكثر من 65 مجتمعًا بهائيًا محليًا في جميع أنحاء نيوزيلندا، وتضم مجتمعات المدن الكبيرة مئات الأعضاء والجمعيات، بينما تضم بعض المناطق الريفية مجموعات تتكون من اثنين أو ثلاثة بهائيين فقط. حوالي 46 جمعية كاملة. وقد أطلق الاتحاد الدولي لحفظ الطبيعة على هذا الدين اسم «الدين السائد».

#### أفراد معروفون
أنتجت جمعية البهائيين للفنون ونشرتها حوار الفنون قوائم بفنانين البهائيين النيوزيلنديين، ومراجعات للعروض والمقالات المنشورة التي تتناول نيوزيلندا. نشرت الجمعية الوطنية ملفات تعريفية لبعض البهائيين في عام 2011.
- باكس أسدي – ممثل كوميدي. نجمة المسلسل الكوميدي الدرامي التلفزيوني «تربي على يد اللاجئين».
- كان باري كرومب كاتبًا لروايات كوميدية شبه سيرة ذاتية سافر على نطاق واسع وأصبح بهائيًا حوالي عام 1982.[74][75]
- تعمل شيريل ديفيس في مؤسسة خيرية تركز على تعزيز التنمية الاقتصادية والسياحة في الجزء الشمالي من البلاد.[76]
- راسل جارسيا – جارسيا من أوكلاند، كاليفورنيا وهو ملحن عمل مع كبار الفنانين والمنتجين في هوليوود.[77] كان جارسيا وزوجته جينا أعضاء في الديانة البهائية منذ عام 1955.[78] في عام 1966 أبحروا وانتهى بهم الأمر في جنوب المحيط الهادئ عندما دعا بعض الموسيقيين من أوكلاند، نيوزيلندا، راسل لإقامة بعض الحفلات الحية والبرامج الإذاعية والتلفزيونية وإلقاء المحاضرات في الجامعات المختلفة في جميع أنحاء البلاد نيابة عن لجنة البث النيوزيلندية ورابطة المهن الموسيقية. بعد أن انتهى راسل من محاضراته وحفلاته الموسيقية، وبناءً على نصيحة الأصدقاء، قاد سيارته إلى خليج الجزر  [لغات أخرى]‏ في شمال الجزيرة الشمالية حيث يعيشون.[77]
- تيلي هيرست  [لغات أخرى]‏ – لاعبة كرة الشبكة.
- إيلونا رودجرز – ممثلة سينمائية ومسرحية وتلفزيونية.
- هيذر سيمبسون هي قاضية في المحكمة الجزئية، وهي مسجلة في المجتمع البهائي في عام 1983.[79]
- كان موري روبرت سميث عضوًا في البرلمان النيوزيلندي من عام 1972 إلى عام 1975. وفي وقت لاحق، التحق بالمجتمع البهائي وخدم في الهيئة الحاكمة الوطنية لمدة عامين قبل أن يبدأ هو وزوجته مييت فترة خدمة في المركز البهائي العالمي في حيفا، إسرائيل، والتي استمرت من عام 1994 إلى عام 2007. في المركز البهائي العالمي، شغل موراي منصب نائب الأمين العام للجماعة البهائية الدولية، وهو الدور الذي ركز على تطوير مساهمات الجماعة البهائية في المجتمع الأوسع.[80][81][82] لاحظ أن الخدمة الحكومية ليست محظورة،[83] فقط السياسة الحزبية.
- روبن وايت (فنان) –
- كين زيمكي [الإنجليزية] – كان زيمكي محرر أفلام مستقل يعمل في هوليوود في عام 1972 عندما أصبح بهائيًا بعد العمل في مسلسل تلفزيوني كوميدي مثل هوجانز هيروز وفاز في النهاية بجائزة إيمي في عام 1974، عن حلقة في المسلسل مسلسل قصة طبية [الإنجليزية]. ومع ذلك، سرعان ما انتقل هو وزوجته إلى نيوزيلندا في عام 1981 حيث واصل العمل في إنتاج الأفلام – حيث فاز بجائزة نقابة السينما والتلفزيون النيوزيلندية لأفضل مونتاج لفيلم جاء يوم جمعة حار [الإنجليزية] بينما استمر في المشاركة في الأفلام الوثائقية والمشاريع المرتبطة بالدين البهائي من خلال مبادرة فردية أو تكليف بالإضافة إلى مشروعه المستمر – البهائي على الهواء.[84][85]

## للقراءة الإضافية
- Effendi، Shoghi (1997). Messages to the Antipodes:Communications from Shoghi Effendi to the Baháʼí Communities of Australasia. Mona Vale: Baháʼí Publications Australia. ISBN:978-0-909991-98-2. مؤرشف من الأصل في 2024-09-10.
- Letters from the Guardian to Australia and New Zealand Author: Shoghi Effendi, Source: Australia, 1971 reprint.
- Effendi، Shoghi (1946). Arohanui: Letters from Shoghi Effendi to New Zealand. Suva, Fiji Islands: Baháʼí Publishing Trust (نُشِر في 1982). مؤرشف من الأصل في 2024-12-25.

- New Zealander Jess Firth has produced an independent serious documentary exploring the religion: The Wayfarer. Firth is interviewed at A Baha'i Perspective: Jess Firth.
- David Brown Carr (1996). "The Australian-New Zealand Baháʼí Connections". 75 Years of the Baháʼí Faith in Australasia. Rosebery, Australia: Association for Baha'i Studies Australia. مؤرشف من الأصل في 2025-01-14.

- Smith، Peter (ديسمبر 2014). Carole M. Cusack؛ Christopher Hartney (المحررون). "The Baha'i Faith: Distribution Statistics, 1925–1949". Journal of Religious History. ج. 39 ع. 3: 352–369. DOI:10.1111/1467-9809.12207. ISSN:1467-9809.

- روس، مارغريت ج. (1979). «بعض جوانب الدين البهائي في نيوزيلندا». أطروحة ماجستير. جامعة أوكلاند.

## وصلات خارجية
- الموقع الرسمي للجمعية الروحية الوطنية للبهائيين في نيوزيلندا
  - جماعة الشباب البهائيين في دنيدن
  - ماناواتو/ مجتمع الشباب البهائي في فيلدينغ
  - الجماعة البهائية في منطقة ساحل كابيتي
  - الديانة البهائية في لور هوت
  - البهائيون في مدينة ويلينغتون
    - الجمعية البهائية في جامعة أوتاغو